# Javier Gómez de Liaño
Francisco Javier Gómez de Liaño y Botella (Ourense, 2 d'agost de 1948) és un jurista espanyol. Conegut per la seva carrera com a jutge, actualment exerceix d'advocat. És fill del fiscal i magistrat Mariano Gómez de Liaño y Cobaleda.

## Biografia
Llicenciat en Dret per la Universitat de Salamanca, va ser jutge de vigilància penitenciària abans de passar a l'Audiència Nacional. Des d'aquest tribunal va assumir casos relacionats amb els GAL com el de Lasa i Zabala. Entre 1990 i 1995 va ser també vocal del Consell General del Poder Judicial d'Espanya (CGPJ). Abans d'exercir com a jutge, va ser secretari judicial.

### Denúncia contra el grup PRISA i condemna per prevaricació
En 1997 va assumir una denúncia contra el grup PRISA. Gómez de Liaño va processar Jesús de Polanco, Juan Luis Cebrián i tot el Consell d'Administració de Sogecable, per un presumpte delicte d'apropiació indeguda. Va dictar un total de set resolucions que van ser revocades en instàncies superiors. En 1998 Jesús de Polanco el va denunciar per prevaricació en la instrucció del cas i va ser condemnat per aquest delicte i apartat de la carrera judicial. Va recórrer en diverses instàncies (incloent Tribunal Suprem i el Tribunal Constitucional) que van rebutjar els recursos.
En 2000 va rebre un indult del govern (presidit per José María Aznar) per tornar a la carrera judicial, amb la condició de no incorporar-se a l'Audiència Nacional d'Espanya durant 25 anys.
Al juliol de 2008 el Tribunal Europeu de Drets Humans, recordant «la importància que per a una societat democràtica té la confiança que els tribunals han d'inspirar als justiciables», estima que «les queixes sobre la imparcialitat de l'òrgan jurisdiccional espanyol que el va jutjar i el va condemnar del demandant Gómez de Liaño poden ser considerades objectivament justificades», concloent el Tribunal que en el judici al que va ser sotmès el demandant «hi ha hagut violació de l'art. 6.1 del Conveni Europeu per a la Protecció dels Drets Humans i de les Llibertats Fonamentals», que estableix que «tota persona té dret al fet que la seva causa sigui oïda … per un tribunal independent i imparcial». L'estimació del recurs basat en l'art. 6.1 del Conveni Europeu per a la Protecció dels Drets Humans i de les Llibertats Públiques es va basar que en dictar amb anterioritat els jutges que li van jutjar determinades resolucions incidentals, no havien ofert la suficient «aparença d'imparcialitat», tot això a causa del sistema processal espanyol.
No obstant això, el tribunal no el va absoldre dels delictes pels quals va ser condemnat ni va anul·lar les sentències del Tribunal Suprem ni del Constitucional en mancar de competències per a això, limitant-se a imposar a l'Estat una multa de 5.000 euros. en concepte de "danys morals". És una constant en la jurisprudència del Tribunal d'Estrasburg que el mateix no té atribucions per anul·lar normes, actes administratius, ni sentències judicials, limitant-se les seves competències a examinar i declarar la vulneració dels drets recollits en el Conveni pels estats parteix, i si escau a concedir a la part perjudicada una satisfacció equitativa.

### Advocat i escriptor
En la seva nova etapa com a advocat va assumir la defensa d'Isabel García Marcos, imputada en el cas de corrupció urbanística a Espanya, cas Malaya. Tanmateix va renunciar a defensar-la al·legant "incompatibilitat total en la línia de defensa", donades les constants declaracions de l'acusada davant els mitjans. També va defensar al famós criminal georgià Zakhar Kalashov.
L'11 de juliol de 2013 assumeix la defensa del extesorero del PP Luis Bárcenas, després que els lletrats Miguel Bajo i Alfonso Trallero renunciessin a representar-lo per les seves discrepàncies professionals amb ell. La dona de Gómez de Liaño, l'advocada María Dolores Márquez de Prado, assumí la defensa de la dona de Bárcenas, Rosalía Iglesias.
A més d'exercir l'advocacia, Gómez de Liaño col·labora esporàdicament en el diari El Mundo i ha publicat dos llibres sobre la justícia espanyola: Desde el banquillo (Ediciones Temas de Hoy, 2000) i Pasos perdidos. També és autor d'una novel·la de ficció, basada en un error judicial, titulada "La casa de los momos". Viu a Torrelodones.